# Trường đua Sochi
Trường đua Sochi (Tiếng Nga: Сочи Автодром), là một trường đua xe đường phố nằm ở thành phố Sochi, vùng Krasnodar Krai, Liên bang Nga. Trường đua hiện đang đăng cai chặng đua GP Nga của giải đua Công thức 1.

## Lịch sử

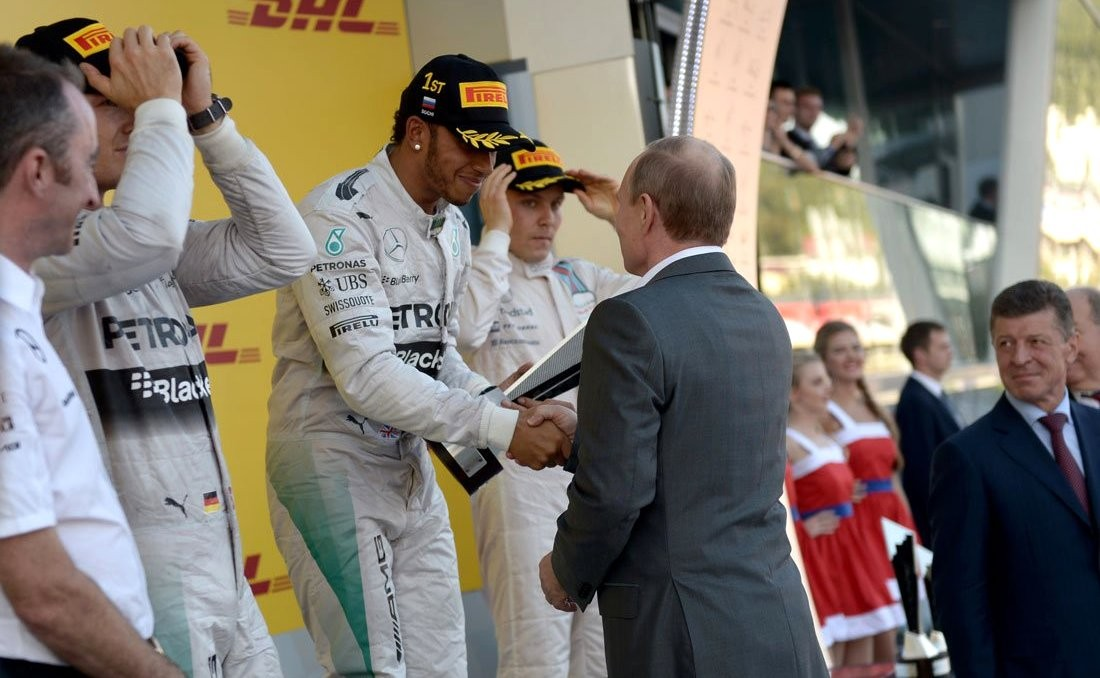
Tổng thống Nga Putin trao giải cho Lewis Hamilton ở chặng đua GP Nga năm 2014

Trường đua Sochi là một trường đua đường phố nằm trong khu liên hợp thể thao Sochi Olympic Park. Đây là khu liên hợp thể thao được Chính phủ Nga đầu tư để đăng cai Thế vận hội mùa đông Sochi 2014.
Từ năm 2014 đến nay, trường đua đăng cai chặng đua Công thức 1 GP Nga hàng năm. Các chặng đua này thường được đích thân tổng thống Nga Vladimir Putin đến xem và trao giải.

## Các kỷ lục vòng chạy
Dưới đây là các kỷ lục vòng chạy nhanh nhất của các giải đua được tổ chức ở trường đua Sochi:
| Giải đua                     | Thời gian                    | Tay đua                      | Xe                            | Sự kiện                                   |
| Grand Prix Circuit: 5.848 km | Grand Prix Circuit: 5.848 km | Grand Prix Circuit: 5.848 km | Grand Prix Circuit: 5.848 km  | Grand Prix Circuit: 5.848 km              |
| ---------------------------- | ---------------------------- | ---------------------------- | ----------------------------- | ----------------------------------------- |
| Formula One                  | 1:35.761                     | Lewis Hamilton               | Mercedes AMG F1 W10 EQ Power+ | 2019 Russian Grand Prix                   |
| GP2                          | 1:46.407                     | Stoffel Vandoorne            | Dallara GP2/11                | 2014 Sochi GP2 round                      |
| FIA F2                       | 1:50.501                     | George Russell               | Dallara F2 2018               | 2018 Sochi Formula 2 round                |
| GP3                          | 1:52.459                     | Esteban Ocon                 | Dallara GP3/13                | 2015 Sochi GP3 round                      |
| FIA F3                       | 1:55.513                     | Jake Hughes                  | Dallara F3 2019               | 2019 Sochi Formula 3 round                |
| Ferrari Challenge            | 2:13.849                     | Bjorn Grossmann              | Ferrari 458 Challenge Evo     | 2016 Ferrari Challenge Europe Sochi round |
| RCRS                         | 2:20.375                     | Ivan Lukashevich             | Hyundai i30 N TCR             | 2019 Sochi RCRS round                     |
| TCR International            | 2:21.115                     | Pepe Oriola                  | SEAT León Cup Racer           | 2015 TCR International Series Sochi round |